# Bagüeste
Bagüeste es un despoblado español del municipio de Aínsa-Sobrarbe, comarca del Sobrarbe, provincia de Huesca, Aragón.

## Toponimia
El topónimo de Bagüeste proviene del antropónimo latín, aparece en 1488 como Bahuest.

## Geografía
Está situado en lo alto de un cerro a 1144 m s. n. m., entre los ríos Mascún y Balcés. Se encuentra a 34 km de Aínsa.

## Historia
El pueblo ya es documentado en el siglo xii, en un documento eclesiástico que da a entender que la iglesia pertenecía a la Orden Hospitalaria de Jerusalén. Perteneció al municipio de Sarsa de Surta.

## Lugares de interés

### Iglesia de San Salvador
Templo románico de mediados del siglo xii. Se encuentra situada sobre una zona llamada «el puntón del castillo», a los pies de la iglesia se encontraba la abadía de la que apenas queda algún muro. La iglesia es de nave única cubierta con medio cañón, acabada en ábside cilíndrico. Tiene capillas en el muro norte, y la sacristía al lado sur, donde se sitúa la torre.
Uno de los elementos más curiosos de la iglesia se halla en el interior de un vano absidal, el dintel se halla esculpido mostrando una escena con dos figuras, la figura izquierda tiene extremidades alargadas y señaladas con incisiones oblicuas, figurando plumas, por lo tanto, es un ángel. La otra figura también parece ser un ángel. Por la parte inferior la piedra está abocinada.
La puerta exterior, situada en el muro S, está protegida por un pórtico con techumbre de madera hundida, abierto al S por un arco de medio punto. Se abandonó en los años 1960, se encuentra en estado ruinoso.

### Ermita de San Miguel
Ermita del año 1594, a 500 m del núcleo urbano. De nave única y planta de cruz latina, tiene una capilla a cada lado a modo de crucero bajo. En el exterior existen dos contrafuertes situados en cada muro lateral, muy próximos entre sí. La cubierta está hundida y se aprecia perfectamente los arranques de una bóveda de cañón en la nave. La ermita fue completamente decorada en el interior con pinturas murales de colores blancos y azul. La pintura del ábside cuenta con un patrón de cubos en la parte inferior y un escrito en latín en la parte superior del muro que dice "ANGELUS - IVXTA ARAM TEMPLI HABENS / THURIBVLVM AVREVM IN MANIBUS". El techo de la ermita es de color blanco, está casi despintado. A un lado de la ermita se puede leer la fecha de 1594, año de su construcción, en una cruz del arco de la puerta de acceso se lee la fecha de 177?.

## Fiestas locales
- Fiesta mayor, 29 de septiembre, fiesta de San Miguel.
- Fiesta pequeña, 29 de abril, en honor a San Pedro.